# Anakasia
- Commons
- Wikispecies

Anakasia Philipson é um género botânico pertencente à família Araliaceae.

## Espécies
Apresenta uma única espécie, endêmica de Nova Guiné:
- Anakasia simplicifolia Philipson